# Călinești, Maramureș
Călinești là một xã thuộc hạt Maramureș, România. Dân số thời điểm năm 2002 là 3412 người.